# Antonin Paulin
Antonin Paulin, né le 4 mars 1912 à Paris et mort le 11 juin 1974 à Ambert, est un homme politique français.

## Biographie
Après des études secondaires menées à Auxerre, puis Lyon, Antoine Paulin est agent de maîtrise dans l'industrie chimique. Mobilisé pendant la seconde guerre mondiale, il est décoré de la croix de guerre. A la Libération, il ouvre une droguerie à Ambert.

## Carrière politique
Engagé au sein de l'Union de défense des commerçants et artisans, il mène la liste poujadiste dans le Puy-de-Dôme en 1956. Avec 13,7 % des voix, il est élu député, grâce à l'apparentement de sa liste avec deux autres petites listes, l'une paysanne, l'autre de défense des consommateurs.
Parlementaire peu actif, il n'intervient pas dans les débats, et ne dépose que deux textes, sur des questions relativement techniques et secondaires.
En 1958, il apporte son soutien au retour de Charles de Gaulle au pouvoir. En novembre, il échoue à conserver son siège dans la circonscription qui élit Raymond Joyon.
Il s'éloigne alors de la politique, et se consacre à sa vie professionnelle ainsi qu'à la chambre de commerce d'Ambert, dont il est le président de 1967 à sa mort en 1974.

## Note et référence
1. ↑  Relevé des fichiers de l'Insee